# Исхаклъ (квартал)
„Ишаклъ“ (на турски: İshaklı) е квартал в район „Бейкоз“ в Истанбул, Турция. Намира се в анадолската част на града.